# Stemmops cambridgei
Stemmops cambridgei là một loài nhện trong họ Theridiidae.
Loài này thuộc chi Stemmops. Stemmops cambridgei được Herbert Walter Levi miêu tả năm 1955.